# Бабушкин, Александр Васильевич
Алекса́ндр Васи́льевич Ба́бушкин (1920—1996) — полковник Советской Армии, участник Великой Отечественной войны, Герой Советского Союза (1945).

## Биография

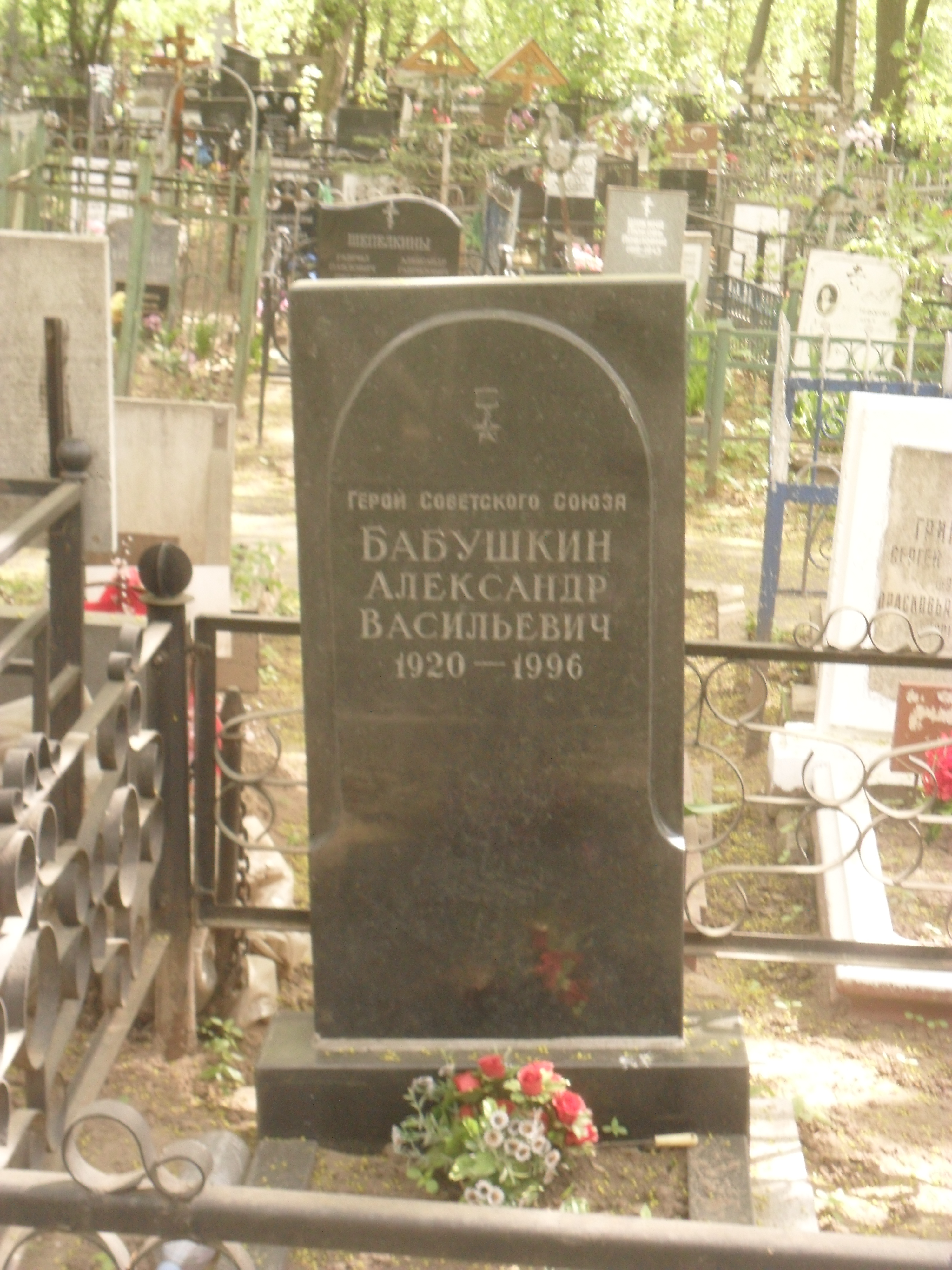
Могила Бабушкина на Рогожском кладбище Москвы.

Александр Бабушкин родился 20 декабря 1920 года в селе Красино-Убережное (ныне Иваньковского сельского поселения Ясногорского района Тульской области) в крестьянской семье. Окончил среднюю школу. В 1939 году был послан в Мелитопольское военно-авиационное училище лётчиков-наблюдателей и штурманов. Окончив его в 1940 году, Бабушкин был направлен в 314-й разведывательный авиаполк Белорусского военного округа. С июня 1941 года — на фронтах Великой Отечественной войны. Участвовал в боях на Западном и 3-м Белорусском фронтах. Принимал участие в Белорусской, Витебско-Оршанской, Минской, Восточно-Прусской операциях.
К концу войны капитан Александр Бабушкин был штурманом эскадрильи 10-го отдельного разведывательного авиаполка 1-й воздушной армии 3-го Белорусского фронта. За годы войны Бабушкин участвовал в 163 боевых вылетах, участвовал в 19 воздушных боях, в которых его экипаж сбил 3 вражеских самолёта. Около трети своих боевых вылетов Бабушкин совершил на аэрофотосъёмку, сфотографировал территорию площадью около 24 тысяч квадратных километров. Закончил войну под Кёнигсбергом.
Указом Президиума Верховного Совета СССР от 19 апреля 1945 года за «умелое выполнение заданий командования и проявленные при этом мужество и героизм» капитан Александр Бабушкин был удостоен высокого звания Героя Советского Союза с вручением ордена Ленина и медали «Золотая Звезда» за номером 6231.
После окончания войны продолжил службу в рядах Советской Армии. В 1950 году окончил Военно-воздушную академию, после чего в течение 20 лет служил в Главном штабе ВВС. В 1977 году в звании полковника Бабушкин был уволен в запас. Проживал в Москве, выступал в школах, перед призывниками и трудящимися. 
Умер 25 сентября 1996 года. Похоронен в Москве на Рогожском кладбище, на участке № 4.
Был также награждён двумя орденами Красного Знамени, орденом Александра Невского, орденами Отечественной войны 1-й и 2-й степеней, четырьмя орденами Красной Звезды, а также рядом медалей.